# Dicyphus californicus
Dicyphus californicus är en insektsart som först beskrevs av Carl Stål 1859.  Dicyphus californicus ingår i släktet Dicyphus och familjen ängsskinnbaggar. Inga underarter finns listade i Catalogue of Life.